# Mediatravel
Międzynarodowy Festiwal Odkrywców, Podróżników i Ludzi Aktywnych "Mediatravel" – festiwal powstały w 2001 r. w Łodzi, którego celem jest propagowanie idei odkrywania nowych miejsc i nowych kultur, przy jednoczesnym kształceniu umiejętności w dziedzinie filmu, fotografii, Internetu, plastyki i dziennikarstwa.
Festiwal Mediatravel w swej istocie nastawiony jest na poszanowanie odmienności, tak geograficznych, jak i kulturowych, stawiając sobie za cel nagradzanie twórców dziennikarstwa profesjonalnego i amatorskiego za publikacje tematyczne obejmujące właśnie ten szacunek. Obecnie Festiwal odbywa się corocznie i nagradza twórców-odkrywców statuetkami w następujących kategoriach: film, program telewizyjny, audycja radiowa, strona internetowa, artykuł w prasie, muzyka i fotografia.